# Thiaucourt-Regniéville
 Thiaucourt-Regniéville  là một xã thuộc tỉnh Meurthe-et-Moselle trong vùng Grand Est đông bắc nước Pháp. Xã này nằm ở khu vực có độ cao trung bình mét trên mực nước biển.
Sông Rupt de Mad chảy theo hướng đông bắc qua vùng tây bắc thị trấn.
Tại đây có nghĩa địa Đức, nơi có 11000 mộ binh lính Đức từ thế chiến I và vài lính Pháp.